# Тамел
Тамел (енгл. River Tummel) је река у Уједињеном Краљевству, у Шкотској. Дуга је 93 km. Улива се у Теј. 